# Dance Like Nobody's Watching
"Dance Like Nobody's Watching" é o episódio de estreia da sexta temporada da série de televisão de comédia de situação norte-americana 30 Rock, assim como o 104.° da série em geral. Teve o seu argumento co-escrito pela editora executiva de enredo Tracey Wigfield e a produtora executiva e actriz principal Tina Fey, enquanto a realização ficava sob responsabilidade do também produtor executivo John Riggi. A sua transmissão original ocorreu nos Estados Unidos na noite de 12 de Janeiro de 2012 nos Estados Unidos através da rede de televisão National Broadcasting Company (NBC). Tituss Burgess e John F. Mooney foram os artistas convidados, enquanto o tenista John McEnroe interpretou uma versão fictícia de si mesmo.
No episódio, de regresso das férias de verão, a argumentista Liz Lemon (interpretada por Fey) tem uma nova perspectiva sobre a vida, enquanto o astro Tracy Morgan (Tracy Jordan) fica com ciúmes da sua colega Jenna Maroney (Jane Krakowski) por causa do seu novo trabalho como menbro do painel de jurados da competição de canto America's Kidz Got Singing. No entanto, todo mundo adora odiar esse programa, fazendo com que o executivo Jack Donaghy (Alec Baldwin) questione o valor familiar do mesmo. Entretanto, o estagiário Kenneth Parcell (Jack McBrayer) aguarda pelo juízo final enquanto os seus colegas do The Girlie Show with Tracy Jordan (TGS) fazem troça dele.
Em geral, "Dance Like Nobody's Watching" foi recebido com opiniões positivas pela crítica especialista em televisão do horário nobre, que reagiu indubitavelmente à nova atitude de Liz. Contudo, alguns questionaram se tal atitude perduaria por muito tempo. De acordo com os dados publicados pelo sistema de registo de audiências Nielsen Ratings, foi assistido em 4,47 milhões de domicílios norte-americanos ao longo da sua transmissão original, o menor número de telespectadores por um episódio de estreia de temporada de 30 Rock, e foi-lhe atribuída a classificação de 1,8 e cinco no perfil demográfico dos telespectadores entre os dezoito aos 49 anos de idade.

## Produção e desenvolvimento

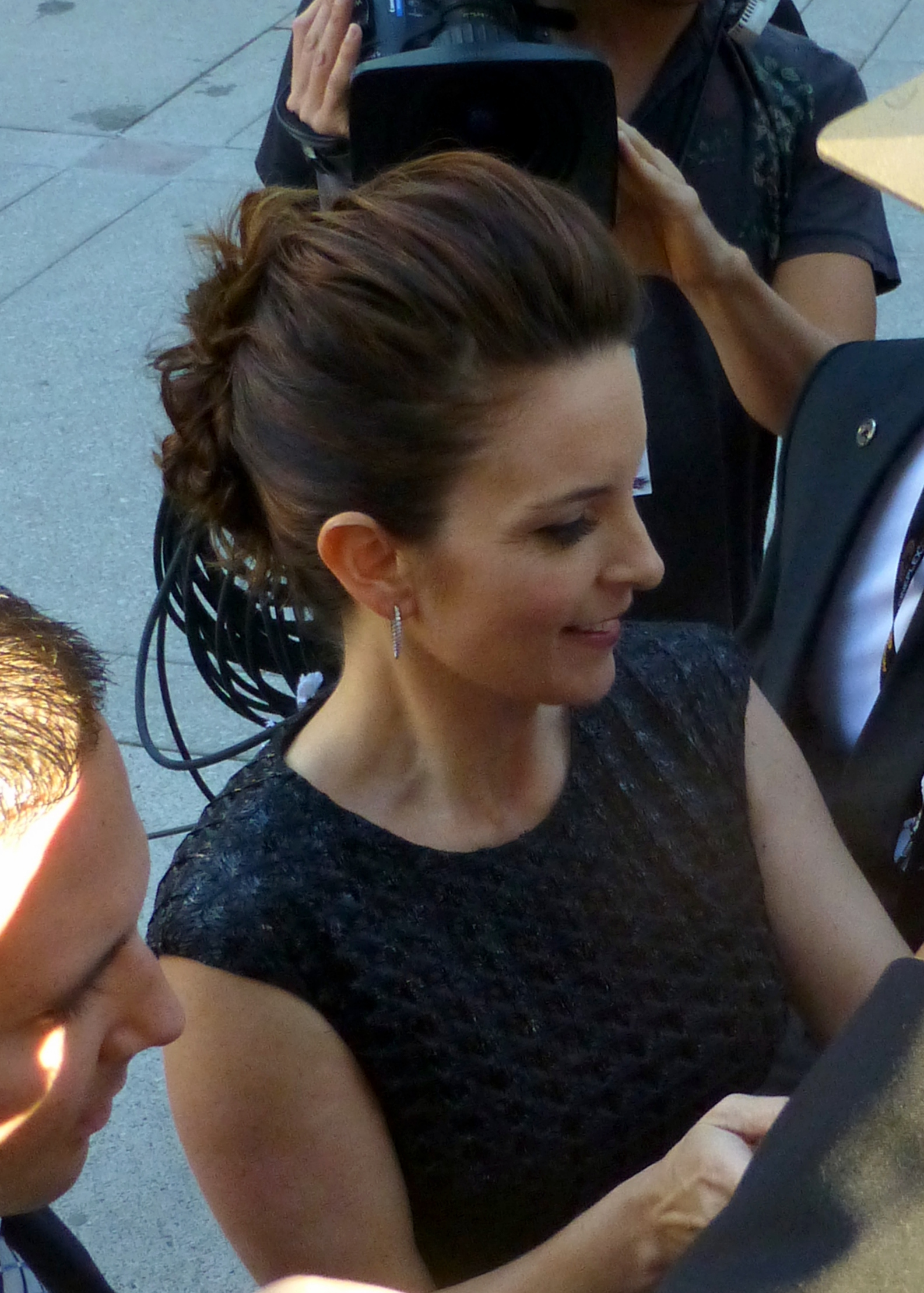
Tina Fey co-escreveu o guião de "Dance Like Nobody's Watching." A sexta temporada de 30 Rock teve o início da sua produção adiada para Outubro de 2011 devido à gravidez de Fey.

"Dance Like Nobody's Watching" é o episódio de estreia da sexta temporada de 30 Rock. O anúncio da renovação do seriado para uma sexta temporada de 22 episódios foi divulgado na manhã de 15 de Novembro de 2010 por Angela Bromstad, presidente da programação do horário-nobre da NBC que expressou felicidade ao fazer o anúncio pois a série "continua a ser uma comédia arrojada e sofisticada que se tornou num clássico do seu próprio tempo." A revelação da garvidez de Tina Fey — criadora, produtora executiva, argumentista-chefe e actriz principal em 30 Rock — em Abril do ano seguinte fez com que a produção para esta temporada iniciasse apenas após o seu parto em Agosto, pois não queria que a sua situação maternal afectasse o enredo da temporada.
O argumento de "Dance Like Nobody's Watching" foi co-escrito por Fey e Tracey Wigfield, com a realização ficando sob o cargo de John Riggi. Para Fey, esta foi a sua 25.ª vez a trabalhar no guião de um episódio, enquanto para Wigfield, que também é editora executiva de enredo da temporada, foi a sua sexta vez. Riggi, que assume ainda funções de guionista e produtor executivo em 30 Rock, viu o seu nome listado como realizador pela nona vez.
A participação do ex-tenista profissional John McEnroe foi revelada em Dezembro de 2011. Neste episódio, ele integrou o painel de jurados do America's Kidz Got Singing junto com Jenna Maroney e a celebridade televisiva homossexual D'Fwan (Tituss Burgess). Esta viria a ser a terceira e última aparição de McEnroe em 30 Rock, que participara antes em "The Head and the Hair" e "Gavin Volure," e a segunda de Burgess, após "Queen of Jordan."
O actor e comediante Judah Friedlander, intérprete da personagem Frank Rossitano em 30 Rock, é conhecido pelos seus bonés de camioneiro de marca registada que usa dentro e fora da personagem Frank. Os chapéus normalmente apresentam palavras ou frases curtas estampadas neles. Friedlander afirmou que ele próprio é quem faz os acessórios. Revelou também que "alguns deles são brincadeiras íntimas, e alguns são simplesmente piadas." A ideia veio do persona de Friedlander nas suas apresentações de comédia stand-up, nas quais os objectos de adorno estão todos estampados com a escrita "campeão mundial" em línguas e aparências diferentes. Em "Dance Like Nobody's Watching," Frank usa um boné que lê "Closet Amish."

## Enredo
O novo reality show da NBC, America's Kidz Got Singing, apresenta crianças a participarem de um concurso de canto. Jenna Maroney (Jane Krakowski), membro do painel de jurados, está encantada por ter a oportunidade de humilhar cada uma das crianças após as suas apresentações, enquanto o executivo Jack Donaghy (Alec Baldwin), embora encantado com o índice favorável de audiência do programa, sente-se culpado pelos maus-tratos às crianças. Após uma tentativa desastrosa de mudar o comportamento de Jenna, ele conversa com a sua filha de um ano de idade e intencionalmente equivoca a primeira palavra de Liddy (Isabel Sarah Somer), "mommy," por "money," uma indicação do seu desejo de continuar o programa sem mudar nada.
Entretanto, Liz Lemon (Tina Fey) está em um ânimo excepcionalmente bom após a pausa para as férias, mostrando bom humor e se recusando a reagir exageradamente às traquinices de Tracy Jordan (Tracy Morgan), alarmando todos os seus colegas de trabalho. Então, Tracy investiga e observa-a a comprar comprimidos de um homem na rua, concluíndo precocemente que ela é uma "prostituta viciada em crack." Tracy leva esta informação para Jack, que deduz que os comprimidos são para dores nas articulações e descobre mais tarde que Liz está na verdade a dançar para a equipa de dança da Women's National Basketball Association (WNBA), Timeless Torches. Jack confronta-a depois de uma apresentação e regozija-se com o seu conhecimento completo de Liz. Ele, então, deixa-a em um cinema e fica chocado ao observar secretamente o encontro dela com um homem com quem está evidentemente em um relacionamento sigiloso.
Não obstante, o pastor de Kenneth Parcell (Jack McBrayer) prevê que o juízo final irá acontecer no dia seguinte. Então, o estagiário passa o dia a fazer todas as tarefas do escritório com as quais sempre fantasiou, sendo ao mesmo tempo provocado impiedosamente pelos argumentistas do TGS. No dia seguinte, quando o juízo final não ocorre, o produtor Pete Hornberger (Scott Adsit) e os guionistas sentem pena dele e levam-no numa viagem para Coney Island, para que o estagiário possa ver o mar pela primeira vez.

## Transmissão e repercussão
Como a produção da sexta temporada teve de iniciar tarde por causa da gravidez de Fey, a NBC adiou a sua estreia para meados de 2012. Assim, "Dance Like Nobody's Watching" foi transmitido pela primeira vez nos Estados Unidos na noite de 12 de Janeiro de 2012 pela NBC como o 104.° episódio de 30 Rock num novo horário das vinte horas, previamente ocupado pela série Community, cuja produção entrou em um hiato. Esta alteração no horário repercutiu negativamente por entre os fãs de Community, que realizaram um protesto no Rockfeller Center na Cidade de Nova Iorque. "Esta não é uma reclamação. Esta é apenas como vamos trazer toda a nossa energia e todo o nosso amor [juntos]," declarou a organizadora da greve e activista Catherine Boyd.

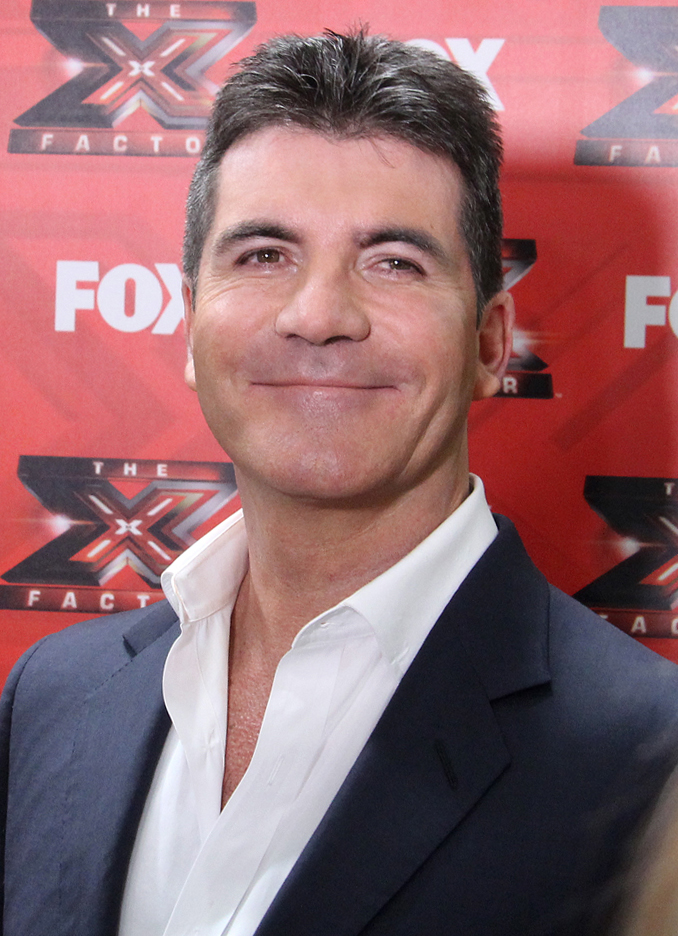
A personagem Jenna Maroney foi comparada a Simon Cowell (imagem).

Segundo as estatísticas publicadas pelo serviço de mediação de audiências Nielsen Ratings, "Dance Like Nobody's Watching" foi assistido por uma média de 4,47 milhões de telespectadores norte-americanos na sua transmissão original, um decréscimo de seis por cento em relação ao episódio final da temporada anterior e o mais baixo de sempre para um episódio de estreia de temporada de 30 Rock, até então detido por "The Fabian Strategy," visto em 5,85 milhões de telespectadores norte-americanos. Além disso, foi atribuída a "Dance Like Nobody's Watching" a classificação de 1,8 e cinco de share no perfil demográfico dos telespectadores entre os dezoito aos 49 anos de idade. O 1,8 refere-se a 1,8 por cento de todos os cidadãos de 18 a 49 anos de idade nos Estados Unidos, enquanto o cinco refere-se a cinco por cento de todos os telespectadores entre os dezoito 49 anos de idade que assistiam à televisão nos EUA no momento da transmissão. 30 Rock foi o quarto programa mais assistido de todos os outros transmitidos em simultâneo nas três grandes emissoras do país, e o menos assistido do horário nobre da NBC na sua noite de transmissão.
| Críticas profissionais | Críticas profissionais |
| Avaliações da crítica  | Avaliações da crítica  |
| Fonte                  | Avaliação              |
| ---------------------- | ---------------------- |
| AfterEllen.com         | (positiva)             |
| A.V. Club              | B+                     |
| Entertainment Weekly   | (positiva)             |
| HuffPost               | (positiva)             |
| Time                   | (positiva)             |
| Vulture                | (positiva)             |

Nathan Rabin, para o jornal de entretenimento The A.V. Club, expressou agrado pela nova imagem da personagem de Jane Krakowski, a quem comparou com Simon Cowell. O contribuinte James Poniewozik, para a revista Time, apreciou a nova "direcção de Liz, faz sentido que uma mulher que teve sucesso na sua carreira e já namorou rapazes parecidos com Matt Damon e Jon Hamm seja capaz de superar o seu passado neurótico de auto-flagelação e apreciar o que objectivamente se parece com uma vida muito doce (e exigente)," porém, questionou se a nova Liz iria conseguir juntar-se à Liz que pretende adoptar uma criança. A analista de televisão Breia Brissey, para a revista electrónica Entertainment Weekly, aclamou o novo carácter de Liz, assim como Dorothy Snarker, para o portal LGBT AfterEllen.com, para quem "uma Liz feliz, despreocupada e sem estresse é realmente um passo de entrada para um mundo bizarro. Mas pelo menos é um mundo bizarro divertido. Eu realmente espero que a Liz bizarra fique por cá por um bom tempo." Para Snarker, "a história de Liz foi a mais intrigante, [...] Jenna teve mais frases. E Kenneth foi realmente quase pungente." Um analista de televisão do portal HuffPost destacou a conversa de Jack com Liddy, que surgiu após um "conflito repentino entre o executivo cruel Jack Donaghy e o pai recente Jack Donaghy," como o ponto mais alto. A nova disposição de Liz, assim como o facto desta não ter sido destruída durante todo o episódio, foi igualmente elogiada. Para Izzy Grinspan, do portal nova-iorquino Vulture, a estreia foi um retorno forte de 30 Rock, escrevendo: "O episódio um executa alguns bons temas antiquados de 30 Rock: Jack a se atrapalhar nas suas tentativas de entender Liz, Kenneth a abraçar alegremente as suas aterrorizantes raízes do campo, Jenna a insistir em seu direito como uma celebridade a se comportar como um monstro." A trama que "marcou" o episódio foi o novo ânimo surpreendente de Liz.